# Forces du Tigre
Les Forces du Tigre (en arabe قوات النمر) est une force d'élite de l'armée arabe syrienne dirigée à l'origine par Souheil al-Hassan, lui-même surnommé « le Tigre ». En 2019, elle change de nom, devient la 25e division du contre-terrorisme et est intégrée au forces du ministère de la défense syrien.

## Historique
Les Forces du Tigre sont fondées en 2013 pendant la guerre civile syrienne. C'est l'une des rares divisions de l'armée syrienne à disposer de chars T-90,. À la pointe de tous les combats, elles deviennent la composante la plus efficace des troupes loyalistes. On les retrouve sur tous les points chauds du conflit : Alep, Maskaneh, Palmyre, sud de Raqqa. Assez logiquement, elles sont régulièrement médiatisées à des fins de propagande.
Selon Tobias Schneider, chercheur spécialiste de la Syrie au Global Public Policy Institute à Berlin : « Ces Forces du Tigre tant vantées sont l’essence de ce qui reste de l’armée syrienne après sept années de conflit. Un mélange de milices locales commandées par des seigneurs de guerre adossées à ce qu’il reste des unités militaires traditionnelles de l’armée, analyse Tobias Schneider. Le tout est placé sous le commandement de l’appareil sécuritaire le plus fidèle au régime et envers qui ce dernier a le plus confiance : les services de renseignement de l’armée de l’air, dont est issu Al-Hassan ».
Les Forces du Tigre, qui n'étaient qu'une aile semi-autonome et disparate de la Direction des renseignements de l'armée de l'air syrienne, devient en 2019 la 25e division du contre-terrorisme, une nouvelle structure centralisée entièrement sous le contrôle du ministère de la Défense.
Les Forces du Tigres sont responsables, selon l'OIAC, de l'attaque chimique de Douma du 7 avril 2018, perpétrée à l'aide d'au moins un hélicoptère Mi-8/17 de l'armée de l'air syrienne, depuis la base aérienne de Doumayr, où la brigade était postée, aux côtés de forces russes.